# Europese kampioenschappen schaatsen 2008
De Europese kampioenschappen schaatsen 2008 werden op 12 en 13 januari 2008 gereden op de overdekte kunstijsbaan van Kolomna in Rusland. Het was het eerste grote toernooi op deze ijsbaan.
Titelverdedigers waren de Europees kampioenen van 2007 in Collalbo; de Nederlander Sven Kramer en de Tsjechische Martina Sáblíková. Kramer prolongeerde in Kolomna zijn titel en landgenoot Ireen Wüst behaalde haar eerste Europese allroundtitel.
| Programma                                                               | Programma                                                                   |
| zaterdag 12 januari                                                     | zondag 13 januari                                                           |
| ----------------------------------------------------------------------- | --------------------------------------------------------------------------- |
| 500 meter vrouwen 500 meter mannen 3000 meter vrouwen 5000 meter mannen | 1500 meter vrouwen 1500 meter mannen 5000 meter vrouwen 10.000 meter mannen |

## Vrouwen

### Deelname
De vrouwen streden voor de 33e keer om de Europese titel. Ze deden dit voor de eerste keer in Rusland en in Kolomna. Wel werd drie keer een EK in de Sovjet-Unie verreden. In 1971 was Leningrad gaststad en de kampioenschappen van 1974 en 1984 werden op de natuurijsbaan Medeo nabij Alma-Ata in de Sovjetrepubliek Kazachstan verreden. Vijfentwintig deelneemsters uit dertien landen namen aan dit kampioenschap deel. Alle dertien landen, Duitsland (4), Nederland (4), Rusland (3), Noorwegen (2), Polen (2), Roemenië (2), Tsjechië (2), Denemarken (1), Hongarije (1), Oekraïne (1), Oostenrijk (1), Wit-Rusland (1) en Zweden (1), waren ook vertegenwoordigd op het EK in 2007. Twee vrouwen maakten hun EK debuut.
Ireen Wüst werd de twaalfde vrouw die de Europese titel op haar naam schreef, en de derde Nederlandse na Atje Keulen-Deelstra (1972, 1973, 1974) en Tonny de Jong (1997, 1999). Het was haar derde keer dat ze op het eindpodium van een EK stond, in 2006 werd ze derde, in 2007 tweede. Op plaats twee werd ze geflankeerd door haar landgenote Paulien van Deutekom die voor de eerste keer op het eindpodium plaats nam. De Europees kampioene van 2007, de Tsjechische Martina Sáblíková completeerde het erepodium op plaats drie, zij stond hier voor de tweede keer.
De andere twee deelneemsters van het Nederlandse kwartet deelneemsters, debutante Marrit Leenstra en Renate Groenewold, eindigden respectievelijk op de zesde en zevende plaats.

### Afstandmedailles
De Nederlandse deelneemsters wonnen op dit kampioenschap negen van de twaalf afstandmedailles. Europees kampioene Ireen Wüst bracht met drie medailles op dit EK haar totaalscore tot negen stuks. Ze won goud op de 1500 en zilver op de 3000 en 5000 meter. De nummer twee in het eindklassement, Paulien van Deutekom, won haar eerste vier afstandmedailles op het EK. Ze behaalde zilver op de 1500 en brons op de 500, 3000 en 5000 meter. Debutante Leenstra won zilver op de 500 meter en brons op de 1500 meter.
De Tsjechische Martina Sáblíková won de gouden medaille op de 3000 en 5000 meter, en bracht daarmee haar totaalscore aan afstandmedailles tot zes stuks.
De Russische Jekaterina Lobysjeva won, net als in 2006, de gouden medaille op de 500 meter.
Behalve op het eerste Europees kampioenschap in 1970, behaalde elk kampioenschap ten minste één Duitse vrouw (uit Oost of West) een afstandmedaille. Dit was het tweede EK waar de Duitse vrouwen zonder medaille naar huis terugkeerden.
| Rang   | Schaatser            | Land      | Tijd     |
| ------ | -------------------- | --------- | -------- |
| Goud   | Jekaterina Lobysjeva | Rusland   | 39,24 CR |
| Zilver | Marrit Leenstra      | Nederland | 39,26 PR |
| Brons  | Paulien van Deutekom | Nederland | 39,40 PR |
| 4      | Ireen Wüst           | Nederland | 39,43    |
| 5      | Claudia Pechstein    | Duitsland | 39,52    |
| 6      | Jekaterina Abramova  | Rusland   | 39,73    |
| 7      | Daniela Anschütz     | Duitsland | 39,79    |
| 8      | Katarzyna Wójcicka   | Polen     | 40,13    |
| 9      | Galina Lichatsjova   | Rusland   | 40,17 PR |
| 10     | Natalia Czerwonka    | Polen     | 40,57    |

| Rang   | Schaatser            | Land      | Tijd          |
| ------ | -------------------- | --------- | ------------- |
| Goud   | Martina Sáblíková    | Tsjechië  | 4.01,67 BR/CR |
| Zilver | Ireen Wüst           | Nederland | 4.02,14       |
| Brons  | Paulien van Deutekom | Nederland | 4.03,40       |
| 4      | Claudia Pechstein    | Duitsland | 4.04,66       |
| 5      | Daniela Anschütz     | Duitsland | 4.04,71       |
| 6      | Renate Groenewold    | Nederland | 4.05,14       |
| 7      | Marrit Leenstra      | Nederland | 4.08,34 PR    |
| 8      | Katarzyna Wójcicka   | Polen     | 4.09,50       |
| 9      | Katrin Mattscherodt  | Duitsland | 4.10,19       |
| 10     | Maren Haugli         | Noorwegen | 4.10,99       |

### 1500 meter
| Rang   | Schaatser            | Land      | Tijd    |
| ------ | -------------------- | --------- | ------- |
| Goud   | Ireen Wüst           | Nederland | 1.56,88 |
| Zilver | Paulien van Deutekom | Nederland | 1.57,07 |
| Brons  | Marrit Leenstra      | Nederland | 1.57,24 |
| 4      | Claudia Pechstein    | Duitsland | 1.57,28 |
| 5      | Daniela Anschütz     | Duitsland | 1.57,91 |
| 6      | Martina Sáblíková    | Tsjechië  | 1.58,48 |
| 7      | Katarzyna Wójcicka   | Polen     | 1.59,83 |
| 8      | Katrin Mattscherodt  | Duitsland | 2.00,00 |
| 9      | Galina Lichatsjova   | Rusland   | 2.00,15 |
| 10     | Renate Groenewold    | Nederland | 2.00,27 |

| Rang   | Schaatser            | Land      | Tijd          |
| ------ | -------------------- | --------- | ------------- |
| Goud   | Martina Sáblíková    | Tsjechië  | 6.53,42 BR/CR |
| Zilver | Ireen Wüst           | Nederland | 6.57,87 PR    |
| Brons  | Paulien van Deutekom | Nederland | 7.02,40 PR    |
| 4      | Claudia Pechstein    | Duitsland | 7.05,84       |
| 5      | Daniela Anschütz     | Duitsland | 7.09,68       |
| 6      | Renate Groenewold    | Nederland | 7.12,60       |
| 7      | Marrit Leenstra      | Nederland | 7.16,55 PR    |
| 8      | Katrin Mattscherodt  | Duitsland | 7.17,53       |
| 9      | Katarzyna Wójcicka   | Polen     | 7.25,37       |
| 10     | Lucille Opitz        | Duitsland | 7.25,87       |

BR = baanrecord, CR = kampioenschapsrecord, PR = persoonlijkrecord

### Eindklassement
Achter de namen staat tussen haakjes bij meervoudige deelname het aantal deelnames
| Rang   | Schaatsster              | Land        | 500m       | 3000m        | 1500m        | 5000m        | Punten  |
| ------ | ------------------------ | ----------- | ---------- | ------------ | ------------ | ------------ | ------- |
| Goud   | Ireen Wüst (4)           | Nederland   | 39,43 (4)  | 4.02,14 (2)  | 1.56,88 (1)  | 6.57,87 (2)  | 160.533 |
| Zilver | Paulien van Deutekom (2) | Nederland   | 39,40 (3)  | 4.03,40 (3)  | 1.57,07 (2)  | 7.02,40 (3)  | 161.229 |
| Brons  | Martina Sáblíková (5)    | Tsjechië    | 40,58 (11) | 4.01,67 (1)  | 1.58,48 (6)  | 6.53,42 (1)  | 161.693 |
| 4      | Claudia Pechstein (16)   | Duitsland   | 39,52 (5)  | 4.04,66 (4)  | 1.57,28 (4)  | 7.05,84 (4)  | 161.973 |
| 5      | Daniela Anschütz (10)    | Duitsland   | 39,79 (7)  | 4.04,71 (5)  | 1.57,91 (5)  | 7.09,68 (5)  | 162.846 |
| 6      | Marrit Leenstra          | Nederland   | 39,26 (2)  | 4.08,34 (7)  | 1.57,24 (3)  | 7.16,55 (7)  | 163.385 |
| 7      | Renate Groenewold (10)   | Nederland   | 40,78 (12) | 4.05,14 (6)  | 2.00,27 (10) | 7.12,60 (6)  | 164.986 |
| 8      | Katarzyna Wójcicka (9)   | Polen       | 40,13 (8)  | 4.09,50 (8)  | 1.59,83 (7)  | 7.25,37 (9)  | 166.193 |
| 9      | Katrin Mattscherodt (3)  | Duitsland   | 41,28 (17) | 4.10,19 (9)  | 2.00,00 (8)  | 7.17,53 (8)  | 166.731 |
| 10     | Jekaterina Lobysjeva (3) | Rusland     | 39,24 (1)  | 4.13,18 (13) | 2.00,59 (11) | 7.36,04 (11) | 167.236 |
| 11     | Lucille Opitz (4)        | Duitsland   | 40,85 (14) | 4.12,26 (11) | 2.01,54 (13) | 7.25,87 (10) | 167.993 |
| 12     | Galina Lichatsjova (4)   | Rusland     | 40,17 (9)  | 4.15,39 (15) | 2.00,15 (9)  | 7.37,24 (12) | 168.509 |
| NC13   | Jekaterina Abramova (3)  | Rusland     | 39,73 (6)  | 4.20,84 (17) | 2.00,71 (12) |              | 123.439 |
| NC14   | Maren Haugli (4)         | Noorwegen   | 41,39 (18) | 4.10,99 (10) | 2.02,34 (14) |              | 124.001 |
| NC15   | Anna Rokita (4)          | Oostenrijk  | 41,01 (16) | 4.13,09 (12) | 2.03,31 (16) |              | 124.301 |
| NC16   | Mari Hemmer (2)          | Noorwegen   | 41,60 (20) | 4.15,23 (14) | 2.03,42 (17) |              | 125.278 |
| NC17   | Natalia Czerwonka        | Polen       | 40,57 (10) | 4.20,87 (18) | 2.04,49 (19) |              | 125.544 |
| NC18   | Daniela Oltean (9)       | Roemenië    | 41,54 (19) | 4.18,66 (16) | 2.03,00 (15) |              | 125.650 |
| NC19   | Joelija Jasenok (5)      | Wit-Rusland | 40,86 (15) | 4.22,97 (22) | 2.04,62 (20) |              | 126.228 |
| NC20   | Marita Johansson (3)     | Zweden      | 42,88 (23) | 4.22,85 (21) | 2.05,91 (21) |              | 128.658 |
| NC21   | Olena Miagkikh (9)       | Oekraïne    | 41,77 (21) | 4.30,73 (23) | 2.07,08 (23) |              | 129.251 |
| NC22   | Andrea Jirků (2)         | Tsjechië    | 43,98 (24) | 4.22,08 (19) | 2.06,35 (22) |              | 129.776 |
| NC23   | Cathrine Grage (3)       | Denemarken  | 44,15 (25) | 4.22,13 (20) | 2.08,11 (24) |              | 130.541 |
| NC24   | Ágota Tóth (2)           | Hongarije   | 41,92 (22) | 4.34,60 (24) | 2.10,82 (25) |              | 131.292 |
| DQ2    | Bianca Anghel (4)        | Roemenië    | 40,84 (13) | DQ           | 2.04,16 (18) |              |         |

vet = kampioenschapsrecord
De eerste veertien schaatssters zorgden voor hun land voor startplekken op het wereldkampioenschap schaatsen allround 2008. Dit betekent dat op het WK voor Nederland en Duitsland vier schaatssters uitkomen, voor Rusland drie en voor Tsjechië, Polen en Noorwegen een.
De startplaatsen voor de Europese kampioenschappen schaatsen 2009 worden eveneens bepaald aan de hand van bovenstaand klassement. Landen met minstens drie schaatssters bij de eerste twaalf (Nederland en Duitsland) mogen vier rijders afvaardigen, landen met minstens twee schaatssters bij de eerste zestien (Rusland en Noorwegen) drie en landen met minstens één schaatsster bij de eerste twintig (Polen, Tsjechië, Roemenië, Wit-Rusland en Zweden) twee. De overige landen mogen één schaatsster afvaardigen.

## Mannen
| Rang   | Schaatser           | Land      | Tijd     |
| ------ | ------------------- | --------- | -------- |
| Goud   | Sven Kramer         | Nederland | 36,20 PR |
| Zilver | Konrad Niedźwiedzki | Polen     | 36,21    |
| Brons  | Jevgeni Lalenkov    | Rusland   | 36,22    |
| 4      | Håvard Bøkko        | Noorwegen | 36,32    |
| 5      | Ivan Skobrev        | Rusland   | 36,36    |
| 6      | Wouter Olde Heuvel  | Nederland | 36,74 PR |
| 7      | Enrico Fabris       | Italië    | 36,76    |
| 8      | Robert Lehmann      | Duitsland | 36,91    |
| 9      | Joel Eriksson       | Zweden    | 37,11    |
| =      | Luca Stefani        | Italië    | 37,11 PR |

| Rang   | Schaatser           | Land      | Tijd       |
| ------ | ------------------- | --------- | ---------- |
| Goud   | Sven Kramer         | Nederland | 6.11,78 BR |
| Zilver | Håvard Bøkko        | Noorwegen | 6.17,45    |
| Brons  | Wouter Olde Heuvel  | Nederland | 6.17,69    |
| 4      | Enrico Fabris       | Italië    | 6.17,86    |
| 5      | Ivan Skobrev        | Rusland   | 6.24,10    |
| 6      | Ben Jongejan        | Nederland | 6.26,08 PR |
| 7      | Henrik Christiansen | Noorwegen | 6.26,89    |
| 8      | Sverre Haugli       | Noorwegen | 6.27,21    |
| 9      | Ted-Jan Bloemen     | Nederland | 6.27,81    |
| 10     | Tobias Schneider    | Duitsland | 6.29,15    |

| Rang   | Schaatser           | Land      | Tijd       |
| ------ | ------------------- | --------- | ---------- |
| Goud   | Jevgeni Lalenkov    | Rusland   | 1.45,24 BR |
| Zilver | Enrico Fabris       | Italië    | 1.45,45    |
| Brons  | Sven Kramer         | Nederland | 1.45,52    |
| 4      | Håvard Bøkko        | Noorwegen | 1.46,12    |
| 5      | Wouter Olde Heuvel  | Nederland | 1.46,42 PR |
| 6      | Ben Jongejan        | Nederland | 1.47,11 PR |
| 7      | Ivan Skobrev        | Rusland   | 1.47,52    |
| 8      | Tobias Schneider    | Duitsland | 1.47,64    |
| 9      | Konrad Niedźwiedzki | Polen     | 1.48,02    |
| 10     | Sverre Haugli       | Noorwegen | 1.48,05    |

| Rang   | Schaatser           | Land      | Tijd        |
| ------ | ------------------- | --------- | ----------- |
| Goud   | Sven Kramer         | Nederland | 13.03,30 BR |
| Zilver | Håvard Bøkko        | Noorwegen | 13.06,42 PR |
| Brons  | Enrico Fabris       | Italië    | 13.14,22    |
| 4      | Wouter Olde Heuvel  | Nederland | 13.17,08 PR |
| 5      | Tobias Schneider    | Duitsland | 13.22,09    |
| 6      | Ben Jongejan        | Nederland | 13.24,76 PR |
| 7      | Ted-Jan Bloemen     | Nederland | 13.26,48    |
| 8      | Sverre Haugli       | Noorwegen | 13.27,92    |
| 9      | Ivan Skobrev        | Rusland   | 13.38,73    |
| 10     | Henrik Christiansen | Noorwegen | 13.39,64    |

### Eindklassement
| Rang   | Schaatsster          | Land        | 500m       | 5000m        | 1500m        | 10.000m       | Punten  |
| ------ | -------------------- | ----------- | ---------- | ------------ | ------------ | ------------- | ------- |
| Goud   | Sven Kramer          | Nederland   | 36,20 (1)  | 6.11,78 (1)  | 1.45,52 (3)  | 13.03,30 (1)  | 147.716 |
| Zilver | Håvard Bøkko         | Noorwegen   | 36,32 (4)  | 6.17,45 (2)  | 1.46,12 (4)  | 13.06,42 (2)  | 148.759 |
| Brons  | Enrico Fabris        | Italië      | 36,76 (7)  | 6.17,86 (4)  | 1.45,45 (2)  | 13.14,22 (3)  | 149.407 |
| 4      | Wouter Olde Heuvel   | Nederland   | 36,74 (6)  | 6.17,69 (3)  | 1.46,42 (5)  | 13.17,08 (4)  | 149.836 |
| 5      | Ivan Skobrev         | Rusland     | 36,36 (5)  | 6.24,10 (5)  | 1.47,52 (7)  | 13.38,73 (9)  | 151.546 |
| 6      | Ben Jongejan         | Nederland   | 37,28 (13) | 6.26,08 (6)  | 1.47,11 (6)  | 13.24,76 (6)  | 151.829 |
| 7      | Tobias Schneider     | Duitsland   | 37,26 (12) | 6.29,15 (10) | 1.47,64 (8)  | 13.22,09 (5)  | 152.159 |
| 8      | Ted-Jan Bloemen      | Nederland   | 37,35 (14) | 6.27,81 (9)  | 1.49,56 (15) | 13.26,48 (7)  | 152.975 |
| 9      | Jevgeni Lalenkov     | Rusland     | 36,22 (3)  | 6.36,40 (15) | 1.45,24 (1)  | 14.02,69 (11) | 153.074 |
| 10     | Sverre Haugli        | Noorwegen   | 37,95 (20) | 6.27,21 (8)  | 1.48,05 (10) | 13.27,92 (8)  | 153.083 |
| 11     | Henrik Christiansen  | Noorwegen   | 37,60 (17) | 6.26,89 (7)  | 1.48,42 (11) | 13.39,64 (10) | 153.411 |
| 12     | Robert Lehmann       | Duitsland   | 36,91 (8)  | 6.32,49 (12) | 1.48,43 (12) | 14.08,51 (12) | 154.727 |
| NC13   | Konrad Niedźwiedzki  | Polen       | 36,21 (2)  | 6.40,43 (18) | 1.48,02 (9)  |               | 112.259 |
| NC14   | Matteo Anesi         | Italië      | 37,35 (14) | 6.37,48 (16) | 1.49,24 (14) |               | 113.511 |
| NC15   | Marco Weber          | Duitsland   | 37,74 (18) | 6.30,43 (11) | 1.50,28 (17) |               | 113.543 |
| NC16   | Luca Stefani         | Italië      | 37,11 (9)  | 6.35,05 (13) | 1.51,64 (23) |               | 113.828 |
| NC17   | Christian Pichler    | Oostenrijk  | 37,45 (16) | 6.44,91 (22) | 1.49,10 (13) |               | 114.307 |
| NC18   | Joel Eriksson        | Zweden      | 37,11 (9)  | 6.47,41 (23) | 1.50,09 (16) |               | 114.547 |
| NC19   | Odd Bohlin Borgersen | Noorwegen   | 38,07 (22) | 6.35,81 (14) | 1.51,28 (21) |               | 114.744 |
| NC20   | Johan Röjler         | Zweden      | 38,00 (21) | 6.39,21 (17) | 1.50,99 (19) |               | 114.917 |
| NC21   | Vitalij Michajlov    | Wit-Rusland | 37,20 (11) | 6.48,45 (25) | 1.51.01 (20) |               | 115.048 |
| NC22   | Milan Sáblík         | Tsjechië    | 37,82 (19) | 6.44,77 (21) | 1.51,92 (24) |               | 115.603 |
| NC23   | Roger Schneider      | Zwitserland | 38,37 (25) | 6.42,54 (20) | 1.52,45 (25) |               | 116.107 |
| NC24   | Pascal Briand        | Frankrijk   | 38,70 (27) | 6.47,85 (24) | 1.50,81 (18) |               | 116.421 |
| NC25   | Robert Brandt        | Finland     | 38,53 (26) | 6.59,49 (29) | 1.53,41 (26) |               | 118.282 |
| NC26   | Marian Christian Ion | Roemenië    | 38,90 (28) | 6.54,16 (27) | 1.54,21 (28) |               | 118.386 |
| NC27   | Sławomir Chmura      | Polen       | 41,38 (32) | 6.42,43 (19) | 1.53,98 (27) |               | 119.616 |
| NC28   | Kris Schildermans    | België      | 40,42 (29) | 6.50,29 (26) | 1.55,42 (30) |               | 119.922 |
| NC29   | Szabolcs Szőllősi    | Hongarije   | 38,34 (24) | 7.14,79 (32) | 1.57,74 (32) |               | 121.065 |
| NC30   | Igor Dziuba          | Oekraïne    | 40,61 (30) | 6.56,18 (28) | 1.56,62 (31) |               | 121.101 |
| NC31   | Roman Smirnov        | Wit-Rusland | 38,07 (22) | 7.29,63 (33) | 1.54,60 (29) |               | 121.233 |
| NC32   | Asier Peña Iturria   | Spanje      | 40,92 (31) | 7.06,26 (30) | 1.58,24 (33) |               | 122.959 |
| DQ1    | Jarmo Valtonen       | Finland     | DQ         | 7.13,40 (31) | 1.51,62 (22) |               |         |

DQ = gediskwalificeerd
De eerste dertien schaatsers zorgden voor hun land voor startplekken op het wereldkampioenschap schaatsen allround 2008. Dit betekent dat op het WK voor Nederland vier schaatsers uitkomen, voor Noorwegen drie, voor Rusland en Duitsland twee en voor Italië en Polen een.
De startplaatsen voor de Europese kampioenschappen schaatsen 2009 worden eveneens bepaald aan de hand van bovenstaand klassement. Landen met minstens drie schaatsers bij de eerste twaalf (Nederland en Noorwegen) mogen vier rijders afvaardigen, landen met minstens twee schaatsers bij de eerste zestien (Duitsland, Italië en Rusland) drie en landen met minstens één schaatser bij de eerste twintig (Zweden, Polen en Oostenrijk) twee. De overige landen mogen één schaatser afvaardigen.